# پرکان آل موسی
پرکان آل موسی، روستایی در دهستان رودبار بخش رویدر شهرستان خمیر در استان هرمزگان ایران است.

## محله‌ها
- پرکان آل موسی: ۲۲ خانوار و ۱۱۵ نفر جمعیت.
- ضر راب: ۷ خانوار با ۴۲ نفر جمعیت.
- چاه گلشن: ۱ خانوار با ۱۷ نفر جمعیت.
- چربه: ۲ خانوار با ۱۲ نفر جمعیت.
- شم زاع: ۶ خانوار با ۲۱ نفر جمعیت.
- گرد سیاه: ۲۱ خانوار با ۳۵ نفر جمعیت.

## امکانات
دارای مسجد، مدرسه، ۷ باب آب‌انبار «برکه» و خانه بهداشت است. این روستاها تماماً از توابع روستای پرکان آل موسی هستند.

## پیشه
پیشه مردم این روستاها کشاورزی ودامداری است.

## جمعیت
بر پایه سرشماری عمومی نفوس و مسکن در سال ۱۳۹۵، جمعیت این روستا برابر با ۱۱۷ نفر (۳۲ خانوار) بوده‌است.